# Michael Conforto
Michael Thomas Conforto (Seattle, 1º marzo 1993) è un giocatore di baseball statunitense, esterno dei Los Angeles Dodgers della Major League Baseball.
Sua madre Tracie Ruiz è una ex sincronetta, vincitrice di 3 medaglie olimpiche, due d'oro e una d'argento.

## Minor League (MiLB)
Conforto venne selezionato al 1º giro del draft amatoriale del 2014 come 10ª scelta dai Mets. Nello stesso anno iniziò a livello A- con i Brooklyn Cyclones nella New York-Penn League "NYP", finendo con .331 alla battuta, .403 in base, 3 fuoricampo, 19 RBI, 3 basi rubate e 30 punti in 42 partite (163 AB). Nel 2015 giocò con due squadre differenti finendo con .297 alla battuta, .372 in base, 12 fuoricampo, 54 RBI, una base rubata e 46 punti in 91 partite (357 AB).
Nel 2016 giocò a livello AAA con i Las Vegas 51s nella Pacific Coast League "PCL", terminando con .422 alla battuta, .483 in base, 9 fuoricampo, 28 RBI, 2 basi rubate e 30 punti in 33 partite (128 AB).

## Major League (MLB)

### New York Mets (2015-presente)
Conforto venne chiamato in 1ª squadra il 24 luglio 2015 e debuttò nella MLB lo stesso giorno al Citi Field di New York, contro i Los Angeles Dodgers. Il 1º agosto venne opzionato nella PCL coi 51s, il giorno seguente venne richiamato in MLB. Finì la sua 1ª stagione con .270 alla battuta, .335 in base, 9 fuoricampo, 26 RBI, nessuna base rubata e 30 punti in 56 partite (174 AB). Il 25 giugno 2016 venne opzionato ai 51s. Il 18 luglio venne richiamato in 1ª squadra, il 12 agosto venne opzionato di nuovo ai 51s, per poi esser richiamato nei Mets il 1º settembre. Finì con .220 alla battuta, .310 in base, 12 fuoricampo, 42 RBI, 2 basi rubate e 67 punti in 109 partite (304 AB), battendo con una distanza media in lunghezza di 232,85 feet e 44,48 feet in altezza.
Il 2 luglio 2017, Conforto fu convocato per il primo All-Star Game della carriera.

## Palmarès
- MLB All-Star: 1

2017